# Sonate pour piano no 9 de Scriabine
Pour les articles homonymes, voir Sonate pour piano (homonymie).
Messe noire
La Sonate pour piano no 9 op. 68, aussi appelée Messe Noire, est l'une des dernières œuvres du compositeur et pianiste russe Alexandre Scriabine. Elle a été écrite de 1912 à 1913. Contrairement à la septième sonate intitulée Messe Blanche, le sous-titre Messe noire associé à la neuvième sonate n'est pas de Scriabine mais il l'a approuvé.

## Analyse de l'œuvre
La neuvième sonate n'est constituée que d'un seul mouvement et dure entre 8 et 10 minutes. Cet unique mouvement a comme indications : Moderato quasi andante - Molto vivo meno - Allegro molto - Alla marcia - Allegro - Presto - Tempo primo.
Comme les autres dernières œuvres de Scriabine, la pièce est atonale. La Sonate Messe Noire est particulièrement dissonante car beaucoup de ses thèmes sont basés sur un intervalle de neuvième mineure, l'un des sons les plus instables. La neuvième sonate est un chef-d'œuvre incomparable ; des contemporains de Scriabine comme Igor Stravinsky en ont fait l'éloge. 

## Discographie
La neuvième sonate a été enregistrée par plusieurs pianistes : Vladimir Horowitz, Vladimir Ashkenazy, Vladimir Sofronitsky, Sviatoslav Richter, Andrej Hoteev, Alexandre Melnikov…